# Ventouris Ferries
Ventouris Ferries ist eine griechische Reederei mit Sitz in Piräus. Sie betreibt Fährverbindungen zwischen Griechenland bzw. Albanien und Bari in Italien.

## Routen
Ventouris Ferries betreibt aktuell vier Routen, welche teilweise saisonal betrieben werden, im Adriatischen Meer.
| Route                             | Fahrzeit           | Eingesetzte Schiffe            | Ganzjährig/Saisonal |
| Italien – Albanien                | Italien – Albanien | Italien – Albanien             | Italien – Albanien  |
| --------------------------------- | ------------------ | ------------------------------ | ------------------- |
| Bari – Durrës                     | 10h                | Rigel II, Rigel III, Rigel VII |                     |
| Italien – Griechenland            |                    |                                |                     |
| Bari – Igoumenitsa                | 11h 45min          | Rigel VII                      | saisonal            |
| Bari – Korfu – Igoumenitsa        | 10h                | Rigel VII                      | saisonal            |
| Bari – Korfu – Igoumenitsa – Sami | 17h 15min          | Rigel VII                      | saisonal            |

## Flotte
Die Flotte umfasst aktuell drei Schiffe, welche unter der Flagge Zyperns fahren.
| Schiff    | Bild | Typ   | Länge | Breite | Passagiere | PKW | Betten | Geschwindigkeit |
| --------- | ---- | ----- | ----- | ------ | ---------- | --- | ------ | --------------- |
| Rigel II  |      | Ropax | 146 m | 26 m   | 2300       | 500 | 1200   | 20 Knoten       |
| Rigel III |      | Ropax | 132 m | 24 m   | 1800       | 450 | 950    | 19 Knoten       |
| Rigel VII |      | Ropax | 165 m | 26 m   | 1500       | 450 | 500    | 22,5 Knoten     |